# 팬택 베가 시크릿노트2
팬택 베가 시크릿노트2(IM-A930)는 팬택에서 개발한 베가 시크릿노트의 후속작이다. 그러나 회사 사정으로 인해 출시가 지연 되었고,결국 출시되지 못한체 베이퍼웨어가 되고 말았다.

## 개요
베가 시크릿 노트의 후속이자 시크릿시리즈의 세 번째 모델이다.2014년 12월 통신사 3사를 통해 출시 예정이었으나 회사 사정으로 출시지연,결국 출시되지 않았다.전반 적인 디자인은 팬택 베가 팝업노트와 비슷하다. 그러나 노트처럼 물리 홈 버튼이 아닌 터치식 버튼을 채용하였다.
기본 베이스 색상은 블랙,화이트로 2종류로 특히 블랙 색상은 백커버에 미묘한 도료를 가미해 요모한 색상을 연출했다.참고로 베이스 색상 중 블랙색상은 후면에 자주색 빛이 도는걸 확인 할 수 있다.제품 우측 하단에 V팬을 내장하여 펜을 활용한 다양한 동작이 가능하다.펜을 뽑으면 펜 윈도우 팝업이 활성화되어 홈,뒤로가기,멀티태스킹 버튼이 있고 홈 버튼에 LED 조명을 넣은 것이 특징이다.스피커는 1W로 기기 측면 상단에 자리 잡고 있다.
후면에 에어리어 타입 지문인식 솔루션이 탑재되어,기존 시크릿시리즈보다 강화된 시크릿 기능을 내장 되었다.UI는 베가 아이언2와 같은 것을 사용했다.안드로이드는 4.4킷캣을 기본으로 탑재했다.펌웨어버전은 4.4.2이다

## 보안 기능
- 분실 방지 도난 경보기능:충전기 분리나 움직임이 감지 될 경우 경보음이 울리기 전에 해제 할 수 있는 번호로 푼다.예를 들어 분실 방지 기능을 설정한 뒤 잠그고 충전기를 분리하면 특정 시간에 비밀번호 입력을 하라고 한다.그 시간에 못 하면 경보음이 울린다.
- 시큐리티 매니저:잠금 해제 실패시 정보 저장을 클릭하면 1회부터 10회까지 설정 가능하다.누가 언제 시도 했는지 날짜와 시간도 나온다.
- 유심제거시 사용제한 기능:유심 제거시 사용 제한을 켜면 유심이 제거된 경우에 잠금화면에서 홈 화면으로 진입이 불가능 해진다.휴대전화를 정상적으로 사용할려면 유심을 장착해야한다.

## 기타
- 이 기기와 동시에 'IM-A940'/'브루클린'프로젝트를 진행하고 있었다.전자의 경우 베가 팝업노트의 세미러기드 파생형 모델이며 KT의 재난망 시범운영용 기기로 추정되고,후자의 경우 현대카드와 공동으로 진행하던 프로젝트로 애초 2015년 상반기 출시 예정이었던 프로젝트이다.
- 팬택 기기의 단점인 뻥용량이 거의 없다.실제 사용가능 용량은 29GB로 아이언2가 24.3GB였던 것과는 차이가 난다.